# Крістофер Фогт
Крістофер Фогт  (англ. Christopher Fogt, 29 травня 1983) — американський бобслеїст, олімпійський медаліст.

## Виступи на Олімпіадах
| Олімпіада     | Дисципліна | Місце  |
| ------------- | ---------- | ------ |
| Ванкувер 2010 | четвірка   | участь |
| Сочі 2014     | четвірка   | 3      |

## Зовнішні посилання
- Досьє на sport.references.com [Архівовано 16 грудня 2012 у Wayback Machine.]